# Liste der denkmalgeschützten Objekte in Nové Mesto nad Váhom
Die Liste der denkmalgeschützten Objekte in Nové Mesto nad Váhom enthält die 23 nach slowakischen Denkmalschutzvorschriften geschützten Objekte in der Gemeinde Nové Mesto nad Váhom im Okres Nové Mesto nad Váhom.

## Denkmäler
| Foto |                 | Denkmal / č. ÚZPF                                  | Standort / Konskr. Nr.                                             | Offizielle Beschreibung                           | Beschreibung                                               | Metadaten                                                              |
| ---- | --------------- | -------------------------------------------------- | ------------------------------------------------------------------ | ------------------------------------------------- | ---------------------------------------------------------- | ---------------------------------------------------------------------- |
| ja   | Datei hochladen | Grabstein(sk) ObjektID: 304-1269/0                 | KG: Nové Mesto nad Váhom Konskr.Nr.:                               | Ľubovský V.P., sov.;1921-1945,kapitán sov.arm     | des V. P. Ľubovský, Hauptmann der Sowjetarmee              | č. NKP: 304-1269/0 Stand des NKP: 2012-02-28 Name: NÁHROBNÍK           |
| ja   | Datei hochladen | Denkmal(sk) ObjektID: 304-1270/0                   | KG: Nové Mesto nad Váhom Konskr.Nr.:                               | Hurban J.M.;1817-1888                             | für Jozef Miloslav Hurban                                  | č. NKP: 304-1270/0 Stand des NKP: 2012-02-28 Name: POMNÍK              |
|      | Datei hochladen | Grabstein(sk) ObjektID: 304-1271/0                 | KG: Nové Mesto nad Váhom Konskr.Nr.:                               | umučení antifašisti                               | für gefolterte Antifaschisten                              | č. NKP: 304-1271/0 Stand des NKP: 2012-02-28 Name: NÁHROBNÍK           |
| ja   | Datei hochladen | Denkmal(sk) ObjektID: 304-1272/0                   | KG: Nové Mesto nad Váhom Konskr.Nr.:                               | Holuby J.Ľ.;1836-1923,botanik                     | für den Botaniker Josef Ludwig Holuby                      | č. NKP: 304-1272/0 Stand des NKP: 2012-02-28 Name: POMNÍK              |
|      | Datei hochladen | Grabstein(sk) ObjektID: 304-2417/0                 | KG: Nové Mesto nad Váhom Konskr.Nr.:                               | padlí v II.sv.v.                                  | für Gefallenen des WK II                                   | č. NKP: 304-2417/0 Stand des NKP: 2012-02-28 Name: NÁHROBNÍK           |
| ja   | Datei hochladen | Denkmal(sk) ObjektID: 304-2418/0                   | KG: Nové Mesto nad Váhom Konskr.Nr.:                               | padlí v I.sv.v.                                   | für die Gefallenen des WK I                                | č. NKP: 304-2418/0 Stand des NKP: 2012-02-28 Name: POMNÍK              |
| BW   | Datei hochladen | Kapelle(sk) ObjektID: 304-1281/0                   | Čsl.armády ul. Standort KG: Nové Mesto nad Váhom Konskr.Nr.:       | r.k.sv.Ondreja                                    | römisch-katholische Kapelle St. Andreas                    | č. NKP: 304-1281/0 Stand des NKP: 2012-02-28 Name: KAPLNKA             |
| BW   | Datei hochladen | Kapelle(sk) ObjektID: 304-1284/0                   | Holubyho ul. Standort KG: Nové Mesto nad Váhom Konskr.Nr.:         | r.k.P.M.Šaštínskej                                | römisch-katholische Kapelle Jungfrau Maria                 | č. NKP: 304-1284/0 Stand des NKP: 2012-02-28 Name: KAPLNKA             |
| BW   | Datei hochladen | Turm(sk) ObjektID: 304-1275/1                      | Hurbanova ul. 2 Standort KG: Nové Mesto nad Váhom Konskr.Nr.: 753  | veža v opevnení                                   | Befestigungsturm                                           | č. NKP: 304-1275/1 Stand des NKP: 2012-02-28 Name: VEŽA                |
| BW   | Datei hochladen | Gedenkhaus(sk) ObjektID: 304-1267/0                | Klčova ul. 23 Standort KG: Nové Mesto nad Váhom Konskr.Nr.: 98     | Podjavorinská Ľudmila;1872-1951,spisovateľ        | für die Schriftstellerin Ľudmila Podjavorinská (1872–1951) | č. NKP: 304-1267/0 Stand des NKP: 2012-02-28 Name: DOM PAMÄTNÝ         |
| BW   | Datei hochladen | Schule(sk) ObjektID: 304-2526/0                    | Komenského ul. 2 Standort KG: Nové Mesto nad Váhom Konskr.Nr.: 773 | ;Bývalá ev.škola                                  | ehem. evangelische Schule                                  | č. NKP: 304-2526/0 Stand des NKP: 2012-02-28 Name: ŠKOLA               |
| ja   | Datei hochladen | Bürgerhaus(sk) ObjektID: 304-2527/0                | Komenského ul. 3 Standort KG: Nové Mesto nad Váhom Konskr.Nr.: 775 | radový                                            | Reihenhaus                                                 | č. NKP: 304-2527/0 Stand des NKP: 2012-02-28 Name: DOM MEŠTIANSKY      |
| ja   | Datei hochladen | Kirche(sk) ObjektID: 304-1277/1                    | Olbrachtova ul. Standort KG: Nové Mesto nad Váhom Konskr.Nr.:      | r.k.Narodenia P.M.;Farský kostol,prepoštský kost. | römisch-katholische Pfarrkirche Mariä Geburt               | č. NKP: 304-1277/1 Stand des NKP: 2012-02-28 Name: KOSTOL              |
| ja   | Datei hochladen | Kirchenmauer(sk) ObjektID: 304-1277/2              | Olbrachtova ul. Standort KG: Nové Mesto nad Váhom Konskr.Nr.:      |                                                   |                                                            | č. NKP: 304-1277/2 Stand des NKP: 2012-02-28 Name: OPEVNENIE KOSTOLA   |
|      | Datei hochladen | Probstvilla(sk) ObjektID: 304-1277/3               | Olbrachtova ul. KG: Nové Mesto nad Váhom Konskr.Nr.:               |                                                   |                                                            | č. NKP: 304-1277/3 Stand des NKP: 2012-02-28 Name: PALÁC PREPOŠTSKÝ    |
|      | Datei hochladen | Statuengruppe(sk) ObjektID: 304-1277/4             | Olbrachtova ul. KG: Nové Mesto nad Váhom Konskr.Nr.:               | Golgota                                           |                                                            | č. NKP: 304-1277/4 Stand des NKP: 2012-02-28 Name: SÚSOŠIE             |
|      | Datei hochladen | Statue(sk) ObjektID: 304-1277/5                    | Olbrachtova ul. KG: Nové Mesto nad Váhom Konskr.Nr.:               | Panna Mária s dieťaťom;Madona                     | Madonna mit Kind                                           | č. NKP: 304-1277/5 Stand des NKP: 2012-02-28 Name: SOCHA               |
| ja   | Datei hochladen | Statue auf Säule(sk) ObjektID: 304-1279/0          | Slobody nám. Standort KG: Nové Mesto nad Váhom Konskr.Nr.:         | Panna Mária s dieťaťom;Madona                     | Madonna mit Kind                                           | č. NKP: 304-1279/0 Stand des NKP: 2012-02-28 Name: SOCHA NA STĹPE      |
| ja   | Datei hochladen | Statue(sk) ObjektID: 304-1283/0                    | Slobody nám. Standort KG: Nové Mesto nad Váhom Konskr.Nr.:         | sv.Florián                                        | St. Florian                                                | č. NKP: 304-1283/0 Stand des NKP: 2012-02-28 Name: SOCHA               |
| BW   | Datei hochladen | Bürgerhaus(sk) ObjektID: 304-1265/0                | Slobody nám. 1 Standort KG: Nové Mesto nad Váhom Konskr.Nr.: 1,776 | Dom robotníc.hnutia                               | Haus der Arbeiterbewegung                                  | č. NKP: 304-1265/0 Stand des NKP: 2012-02-28 Name: DOM MEŠTIANSKY      |
| ja   | Datei hochladen | Bürgerhaus(sk) ObjektID: 304-1273/0                | Slobody nám. 4 Standort KG: Nové Mesto nad Váhom Konskr.Nr.:       | radový                                            | Reihenhaus                                                 | č. NKP: 304-1273/0 Stand des NKP: 2012-02-28 Name: DOM MEŠTIANSKY      |
| ja   | Datei hochladen | Bürgerhaus(sk) ObjektID: 304-1274/0                | Slobody nám. 15 Standort KG: Nové Mesto nad Váhom Konskr.Nr.: 15   | radový;Grambličkovec                              | Reihenhaus                                                 | č. NKP: 304-1274/0 Stand des NKP: 2012-02-28 Name: DOM MEŠTIANSKY      |
| BW   | Datei hochladen | Gasthaus nahe der Straße(sk) ObjektID: 304-11568/0 | Slobody nám. 24 Standort KG: Nové Mesto nad Váhom Konskr.Nr.: 22   | prejazdový,nárožný;Zlatý jeleň,prepriahacia stan. | Eckhaus, Passage, Zum goldenen Reh, ?                      | č. NKP: 304-11568/0 Stand des NKP: 2012-02-28 Name: HOSTINEC PRÍCESTNÝ |

## Legende
Die Tabelle enthält im Einzelnen folgende Informationen:
| Foto:                    | Fotografie des Denkmals. |
| Denkmal / č. ÚZPF:       | Die Übersetzung der Bezeichnung des Denkmals, wie sie vom Slowakischen Denkmalamt (Pamiatkový úrad Slovenskej republiky) verwendet wird. Die Originalbezeichnung ist unter dem Fragezeichen angegeben. Fehlt die Übersetzung, so wird die Originalbezeichnung direkt angezeigt. Weiters ist die Objekt-Identifikationsnummer (Objekt ID) angeführt. Sie ist die offizielle, in der Slowakei eindeutige Nummer č. ÚZPF inklusive der zugehörigen Zählnummer, wie sie in den Daten des Denkmalamtes angegeben wird. Da diese nur innerhalb eines Landkreises gezählt wird, ist dessen Nummer der Denkmalnummer vorangestellt. |
| Standort:                | Wenn in der Liste vorhanden, ist die Adresse angegeben. In Klammern kann sich noch eine zusätzliche Adresse befinden, wenn es beispielsweise ein Eckhaus ist. Bei freistehenden Objekten ohne Adresse (zum Beispiel bei Bildstöcken) ist eine Adresse angegeben, die in der Nähe des Objekts liegt. Durch Aufruf des Links Standort wird die Lage des Denkmals in verschiedenen Kartenprojekten angezeigt. Darunter sind die Katastralgemeinde (KG) und, wenn vorhanden, die Konskriptionsnummer (Konskr. Nr.) angegeben.                                                                                                   |
| Offizielle Beschreibung: | Es ist die Kurzbeschreibung auf Slowakisch, wie sie in den offiziellen Listen angegeben ist, eingetragen. |
| Beschreibung:            | Kurze Angaben zum Denkmal auf Deutsch. |
| Metadaten:               | Zusätzlich werden, wenn in den persönlichen Einstellungen das Helferlein Dauerhaftes Einblenden von Metadaten aktiviert ist, ebensolche angezeigt. |

- Karte mit allen Koordinaten:
- OSM |
- WikiMap